# Słowenia na Zimowych Igrzyskach Olimpijskich 2018
Słowenia na Zimowych Igrzyskach Olimpijskich 2018 – występ kadry sportowców reprezentujących Słowenię na igrzyskach olimpijskich w Pjongczangu w 2018 roku. W składzie znalazło się 71 zawodników: 52 mężczyzn i 21 kobiet. Był to ósmy start reprezentacji Słowenii na zimowych igrzyskach olimpijskich.

## Statystyki według dyscyplin
| Lp.     | Dyscyplina            | Mężczyźni | Kobiety | Łącznie |
| ------- | --------------------- | --------- | ------- | ------- |
| 1       | Biathlon              | 5         | 2       | 7       |
| 2       | Biegi narciarskie     | 2         | 6       | 8       |
| 3       | Hokej na lodzie       | 25        | -       | 25      |
| 4       | Kombinacja norweska   | 2         | -       | 2       |
| 5       | Narciarstwo alpejskie | 6         | 5       | 11      |
| 6       | Narciarstwo dowolne   | 1         | -       | 1       |
| 7       | Saneczkarstwo         | 1         | -       | 1       |
| 8       | Skoki narciarskie     | 5         | 4       | 9       |
| 9       | Snowboarding          | 5         | 2       | 7       |
| Łącznie | Łącznie               | 52        | 19      | 71      |

## Zdobyte medale
| Medal  | Zawodnik  | Dyscyplina   | Konkurencja                | Rezultat | Data      |
| ------ | --------- | ------------ | -------------------------- | -------- | --------- |
| Srebro | Jakov Fak | Biathlon     | Bieg na 20 km mężczyzn     | 48:09,3  | 15 lutego |
| Brąz   | Žan Košir | Snowboarding | slalom równoległy mężczyzn |          | 24 lutego |

## Skład kadry

### Biathlon
| Zawodnik                                             | Konkurencja                  | Czas      | Kary | Pozycja | Źródło |
| ---------------------------------------------------- | ---------------------------- | --------- | ---- | ------- | ------ |
| Jakov Fak                                            | Sprint mężczyzn              | 24:34,2   | 2    | 23.     | [ 1 ]  |
| Klemen Bauer                                         | Sprint mężczyzn              | 24:36,4   | 2    | 26.     | [ 1 ]  |
| Miha Dovžan                                          | Sprint mężczyzn              | 25:42,2   | 2    | 53.     | [ 1 ]  |
| Mitja Drinovec                                       | Sprint mężczyzn              | 26:13,7   | 3    | 72.     | [ 1 ]  |
| Klemen Bauer                                         | Bieg pościgowy mężczyzn      | 35:55,9   | 6    | 24.     | [ 2 ]  |
| Jakov Fak                                            | Bieg pościgowy mężczyzn      | 38:10,4   | 6    | 47.     | [ 2 ]  |
| Miha Dovžan                                          | Bieg pościgowy mężczyzn      | 40:13,2   | 7    | 59.     | [ 2 ]  |
| Jakov Fak                                            | Bieg indywidualny            | 48:09,3   | 0    | srebro  | [ 3 ]  |
| Klemen Bauer                                         | Bieg indywidualny            | 50:07,0   | 2    | 15.     | [ 3 ]  |
| Miha Dovžan                                          | Bieg indywidualny            | 51:54,2   | 2    | 35.     | [ 3 ]  |
| Mitja Drinovec                                       | Bieg indywidualny            | 56:06,4   | 5    | 80.     | [ 3 ]  |
| Jakov Fak                                            | bieg ze startu wspólnego (m) | 36:23,4   | 1    | 10.     | [ 4 ]  |
| Klemen Bauer                                         | bieg ze startu wspólnego (m) | 37:19,8   | 4    | 20.     | [ 4 ]  |
| Miha Dovžan Klemen Bauer Mitja Drinovec Lenart Oblak | Sztafeta 4 × 7,5 km (m)      | 1:20:17,3 | 1    | 10.     | [ 5 ]  |
| Anja Eržen                                           | Sprint kobiet                | 23:20,9   | 3    | 46.     | [ 6 ]  |
| Urška Poje                                           | Sprint kobiet                | 24:52,8   | 4    | 75.     | [ 6 ]  |
| Anja Eržen                                           | bieg pościgowy kobiet        | 36:22,6   | 7    | 51.     | [ 7 ]  |
| Urška Poje                                           | Bieg indywidualny            | 43:52,7   | 0    | 12      | [ 8 ]  |
| Anja Eržen                                           | Bieg indywidualny            | 45:22,9   | 3    | 35.     | [ 8 ]  |
| Urška Poje Anja Eržen Klemen Bauerr Jakov Fak        | sztafeta mieszana            | 1:11:55,6 | 1    | 14.     | [ 9 ]  |

### Biegi narciarskie
Mężczyźni
| Zawodnik                 | Konkurencja      | Eliminacje | Eliminacje | Ćwierćfinał | Ćwierćfinał | Półfinał | Półfinał | Finał   | Finał   | Źródło |
| Zawodnik                 | Konkurencja      | czas       | Pozycja    | czas        | Pozycja     | czas     | Pozycja  | czas    | Pozycja | Źródło |
| ------------------------ | ---------------- | ---------- | ---------- | ----------- | ----------- | -------- | -------- | ------- | ------- | ------ |
| Miha Šimenc              | Bieg na 15 km    | N/A        | N/A        | N/A         | N/A         | N/A      | N/A      | 39:16,9 | 88.     | [ 10 ] |
| Miha Šimenc              | Sprint           | 3:17,95    | 32.        | NQ          | NQ          | NQ       | NQ       | NQ      | NQ      | [ 11 ] |
| Janez Lampič             | Sprint           | 3:22,03    | 46.        | NQ          | NQ          | NQ       | NQ       | NQ      | NQ      | [ 11 ] |
| Miha Šimenc Janez Lampič | Sprint drużynowy | N/A        | N/A        | N/A         | N/A         | 17:24,79 | 11.      | NQ      | NQ      | [ 12 ] |

Kobiety
| Zawodnik                                                  | Konkurencja       | Eliminacje | Eliminacje | Ćwierćfinał | Ćwierćfinał | Półfinał | Półfinał | Finał    | Finał   | Źródło        |
| Zawodnik                                                  | Konkurencja       | czas       | Pozycja    | czas        | Pozycja     | czas     | Pozycja  | czas     | Pozycja | Źródło        |
| --------------------------------------------------------- | ----------------- | ---------- | ---------- | ----------- | ----------- | -------- | -------- | -------- | ------- | ------------- |
| Alenka Čebašek                                            | Bieg na 10 km     | N/A        | N/A        | N/A         | N/A         | N/A      | N/A      | 26:30,1  | 12.     | [ 13 ]        |
| Anamarija Lampič                                          | Bieg na 10 km     | N/A        | N/A        | N/A         | N/A         | N/A      | N/A      | 27:26,4  | 27.     | [ 13 ]        |
| Manca Slabanja                                            | Bieg na 10 km     | N/A        | N/A        | N/A         | N/A         | N/A      | N/A      | 28:47,3  | 54.     | [ 13 ]        |
| Nika Razinger                                             | Bieg na 10 km     | N/A        | N/A        | N/A         | N/A         | N/A      | N/A      | 29:45,5  | 69.     | [ 13 ]        |
| Manca Slabanja                                            | Bieg na 15 km     | N/A        | N/A        | N/A         | N/A         | N/A      | N/A      | 47:57,8  | 59.     | [ 14 ]        |
| Katja Višnar                                              | Sprint            | 3:15,24    | 5.         | 3:20,49     | 4.          | NQ       | NQ       | NQ       | NQ      | [ 15 ] [ 16 ] |
| Anamarija Lampič                                          | Sprint            | 3:16,57    | 11.        | 3:12,46     | 3.          | 3:13,95  | 4.       | NQ       | NQ      | [ 15 ] [ 16 ] |
| Alenka Čebašek                                            | Sprint            | 3:23,38    | 29.        | 3:30,87     | 6.          | NQ       | NQ       | NQ       | NQ      | [ 15 ] [ 16 ] |
| Nika Razinger                                             | Sprint            | 3:35,11    | 52.        | NQ          | NQ          | NQ       | NQ       | NQ       | NQ      | [ 15 ] [ 16 ] |
| Alenka Čebašek Anamarija Lampič                           | Sprint drużynowy  | N/A        | N/A        | N/A         | N/A         | 16:39,92 | 3.       | 16:28,24 | 6.      | [ 17 ]        |
| Anamarija Lampič Katja Višnar Alenka Čebašek Vesna Fabjan | Sztafeta 4 × 5 km | N/A        | N/A        | N/A         | N/A         | N/A      | N/A      | 53:55,7  | 8.      | [ 18 ]        |

### Hokej na lodzie
Turniej mężczyzn
Reprezentacja mężczyzn
| - Luka Gračnar - Gašper Krošelj - Matija Pintarič - Blaž Gregorc - Sabahudin Kovačević - Aleš Kranjc - Žiga Pavlin - Matic Podlipnik - Jurij Repe - Mitja Robar - Luka Vidmar - Boštjan Goličič - Andrej Hebar |  | - Žiga Jeglič - Anže Kuralt - Jan Muršak - Aleš Mušič - Ken Ograjenšek - Žiga Pance - David Rodman - Marcel Rodman - Robert Sabolič - Rok Tičar - Jan Urbas - Miha Verlič |

| Drużyna  | Konkurencja | Faza grupowa          | Faza grupowa              | Faza grupowa     | Faza grupowa | Runda kwalifikacyjna | Ćwierćfinały     | Półfinały        | Finał            | Pozycja | Źródło |
| Drużyna  | Konkurencja | Przeciwnik Wynik      | Przeciwnik Wynik          | Przeciwnik Wynik | Pozycja      | Przeciwnik Wynik     | Przeciwnik Wynik | Przeciwnik Wynik | Przeciwnik Wynik | Pozycja | Źródło |
| -------- | ----------- | --------------------- | ------------------------- | ---------------- | ------------ | -------------------- | ---------------- | ---------------- | ---------------- | ------- | ------ |
| Słowenia | mężczyźni   | Stany Zjednoczone 3:2 | Olimpijczycy rosyjscy 2:8 | Słowacja 3:2     | 2.           | Norwegia 1:2         | NQ               | NQ               | NQ               | NQ      | [ 19 ] |

### Kombinacja norweska
| Zawodnik       | Konkurencja             | Skoki narciarskie | Skoki narciarskie | Skoki narciarskie | Skoki narciarskie | Bieg narciarski | Bieg narciarski | Bieg narciarski | Strata   | Pozycja | Źródło        |
| Zawodnik       | Konkurencja             | Odległość         | Nota              | Pozycja           | Strata czasowa    | Czas biegu      | Pozycja         | Czas łączny     | Strata   | Pozycja | Źródło        |
| -------------- | ----------------------- | ----------------- | ----------------- | ----------------- | ----------------- | --------------- | --------------- | --------------- | -------- | ------- | ------------- |
| Vid Vrhovnik   | skocznia normalna/10 km | 92,5              | 90,4              | 27.               | + 2:41            | 24:58,9         | 23.             | 27:39,9         | + 2:48,5 | 28.     | [ 20 ] [ 21 ] |
| Marjan Jelenko | skocznia normalna/10 km | 73,5              | 60,4              | 46.               | + 4:41            | 25:27,5         | 32.             | 30:08,5         | + 5:17,1 | 44.     | [ 20 ] [ 21 ] |
| Marjan Jelenko | skocznia duża/10 km     | 109,0             | 84,4              | 37.               | + 3:38            | 24:57,7         | 36.             | 28:35,7         | + 4:43,2 | 41.     | [ 22 ] [ 23 ] |
| Vid Vrhovnik   | skocznia duża/10 km     | 112,5             | 83,4              | 38.               | + 3:42            | 25:08,4         | 37.             | 28:50,4         | + 4:57,9 | 42.     | [ 22 ] [ 23 ] |

### Narciarstwo alpejskie
| Zawodnik       | Konkurencja         | 1 przejazd | 1 przejazd | 2 przejazd | 2 przejazd | Łącznie | Łącznie | Źródło |
| Zawodnik       | Konkurencja         | Czas       | Pozycja    | Czas       | Pozycja    | Czas    | Pozycja | Źródło |
| -------------- | ------------------- | ---------- | ---------- | ---------- | ---------- | ------- | ------- | ------ |
| Martin Čater   | zjazd (m)           | N/A        | N/A        | N/A        | N/A        | 1:42,53 | 19.     | [ 24 ] |
| Boštjan Kline  | zjazd (m)           | N/A        | N/A        | N/A        | N/A        | 1:43,03 | 27.     | [ 24 ] |
| Miha Hrobat    | zjazd (m)           | N/A        | N/A        | N/A        | N/A        | 1:43,61 | 29.     | [ 24 ] |
| Klemen Kosi    | zjazd (m)           | N/A        | N/A        | N/A        | N/A        | DNF     | DNF     | [ 24 ] |
| Boštjan Kline  | supergigant (m)     | N/A        | N/A        | N/A        | N/A        | 1:25,36 | 10.     | [ 25 ] |
| Klemen Kosi    | supergigant (m)     | N/A        | N/A        | N/A        | N/A        | 1:26,50 | 25.     | [ 25 ] |
| Martin Čater   | supergigant (m)     | N/A        | N/A        | N/A        | N/A        | NQ      | NQ      | [ 25 ] |
| Miha Hrobat    | supergigant (m)     | N/A        | N/A        | N/A        | N/A        | NQ      | NQ      | [ 25 ] |
| Žan Kranjec    | slalom gigant (m)   | 1:09,52    | 9.         | 1:10,25    | 8.         | 2:19,77 | 4.      | [ 26 ] |
| Štefan Hadalin | slalom gigant (m)   | 1:11,53    | 29.        | 1:10,13    | 4.         | 2:21,66 | 21.     | [ 26 ] |
| Martin Čater   | slalom gigant (m)   | DNF        | DNF        | DNF        | DNF        | DNF     | DNF     | [ 26 ] |
| Miha Hrobat    | slalom gigant (m)   | DSQ        | DSQ        | DSQ        | DSQ        | DSQ     | DSQ     | [ 26 ] |
| Štefan Hadalin | slalom (m)          | DNF        | DNF        | DNF        | DNF        | DNF     | DNF     | [ 27 ] |
| Žan Kranjec    | slalom (m)          | DNF        | DNF        | DNF        | DNF        | DNF     | DNF     | [ 27 ] |
| Štefan Hadalin | superkombinacja (m) | 1:21,15    | 21.        | 47,79      | 7.         | 2:08,94 | 8.      | [ 28 ] |
| Klemen Kosi    | superkombinacja (m) | 1:20,61    | 16.        | 48,76      | 15.        | 2:09,37 | 10.     | [ 28 ] |
| Martin Čater   | superkombinacja (m) | 1:20,57    | 13.        | DNF        | DNF        | DNF     | DNF     | [ 28 ] |
| Boštjan Kline  | superkombinacja (m) | 1:22,42    | 43.        | DNS        | DNS        | DNS     | DNS     | [ 28 ] |
| Maruša Ferk    | zjazd (k)           | N/A        | N/A        | N/A        | N/A        | 1:42,00 | 19.     | [ 29 ] |
| Maruša Ferk    | supergigant (k)     | N/A        | N/A        | N/A        | N/A        | 1:23,18 | 25.     | [ 30 ] |
| Tina Robnik    | supergigant (k)     | N/A        | N/A        | N/A        | N/A        | 1:24,49 | 34.     | [ 30 ] |
| Meta Hrovat    | slalom gigant (k)   | 1:12,76    | 16.        | 1:09,59    | 9.         | 2:22,35 | 14.     | [ 31 ] |
| Ana Bucik      | slalom gigant (k)   | 1:13,38    | 20.        | 1:10,71    | 24.        | 2:24,09 | 21.     | [ 31 ] |
| Ana Drev       | slalom gigant (k)   | 1:11,64    | 10.        | DNF        | DNF        | DNF     | DNF     | [ 31 ] |
| Tina Robnik    | slalom gigant (k)   | DNF        | DNF        | DNF        | DNF        | DNF     | DNF     | [ 31 ] |
| Maruša Ferk    | slalom (k)          | 51,29      | 15.        | 50,79      | 18.        | 1:42,08 | 18.     | [ 32 ] |
| Meta Hrovat    | slalom (k)          | 51,93      | 24.        | 50,57      | 15.        | 1:42,50 | 21.     | [ 32 ] |
| Ana Bucik      | slalom (k)          | 52,09      | 26.        | 50,82      | 19.        | 1:42,91 | 24.     | [ 32 ] |
| Ana Bucik      | superbombinacja (k) | 1:42,77    | 15.        | 41,99      | 9.         | 2:24,76 | 11.     | [ 33 ] |
| Maruša Ferk    | superbombinacja (k) | 1:40,98    | 5.         | DSQ        |            |         |         | [ 33 ] |

| Zawodnik                                                     | Konkurencja | 1/8 finału        | Ćwierćfinał      | Półfinał         | Finał            | Źródło |
| Zawodnik                                                     | Konkurencja | Przeciwnik Wynik  | Przeciwnik Wynik | Przeciwnik Wynik | Przeciwnik Wynik | Źródło |
| ------------------------------------------------------------ | ----------- | ----------------- | ---------------- | ---------------- | ---------------- | ------ |
| Ana Bucik Maruša Ferk Tina Robnik Štefan Hadalin Žan Kranjec | drużynowo   | Szwecja · p (0:4) | NQ               | NQ               | NQ               | [ 34 ] |

### Narciarstwo dowolne
Skicross
| Zawodnicy    | Konkurencja       | Rozstawienie | Rozstawienie | 1/8 finału | Ćwierćfinał | Półfinał | Finał   | Finał   | Źródło               |
| Zawodnicy    | Konkurencja       | Czas         | Miejsce      | Pozycja    | Pozycja     | Pozycja  | Pozycja | Miejsce | Źródło               |
| ------------ | ----------------- | ------------ | ------------ | ---------- | ----------- | -------- | ------- | ------- | -------------------- |
| Filip Flisar | skicross mężczyzn | 1:09,65      | 5.           | 1.         | 2.          | 4.       | 3.      | 7.      | [ 35 ] [ 36 ] [ 37 ] |

### Saneczkarstwo
Mężczyźni
| Zawodnik    | Konkurencja | Ślizg 1 | Ślizg 1 | Ślizg 2 | Ślizg 2 | Ślizg 3 | Ślizg 3 | Ślizg 4 | Ślizg 4 | Łącznie  | Pozycja | Źródło |
| Zawodnik    | Konkurencja | Czas    | Pozycja | Czas    | Pozycja | Czas    | Pozycja | Czas    | Pozycja | Łącznie  | Pozycja | Źródło |
| ----------- | ----------- | ------- | ------- | ------- | ------- | ------- | ------- | ------- | ------- | -------- | ------- | ------ |
| Tilen Sirše | Jedynki     | 49,887  | 34.     | 58,776  | 40.     | 49,646  | 38.     | NQ      | NQ      | 2:38,309 | 39.     | [ 38 ] |

### Skoki narciarskie
Mężczyźni
| Konkurencja                                         | Skoczek                   | Kwalifikacje | Kwalifikacje | Kwalifikacje | Skok 1                  | Skok 1                  | Skok 2                  | Skok 2                  | Nota  | Pozycja | Źródło               |
| Konkurencja                                         | Skoczek                   | odległość    | Nota         | Miejsce      | odległość               | Nota                    | odległość               | Nota                    | Nota  | Pozycja | Źródło               |
| --------------------------------------------------- | ------------------------- | ------------ | ------------ | ------------ | ----------------------- | ----------------------- | ----------------------- | ----------------------- | ----- | ------- | -------------------- |
| Peter Prevc                                         | Skocznia normalna         | 99,0         | 120,2        | 14.          | 98,5                    | 106,2                   | 113,0                   | 128,1                   | 234,3 | 12.     | [ 39 ] [ 40 ] [ 41 ] |
| Jernej Damjan                                       | Skocznia normalna         | 99,5         | 118,9        | 16.          | 97,0                    | 101,1                   | 95,5                    | 100,2                   | 201,3 | 28.     | [ 39 ] [ 40 ] [ 41 ] |
| Tilen Bartol                                        | Skocznia normalna         | 97,0         | 115,1        | 22.          | 106,0                   | 119,0                   | 102,0                   | 101,8                   | 220,8 | 16.     | [ 39 ] [ 40 ] [ 41 ] |
| Timi Zajc                                           | Skocznia normalna         | 94,0         | 107,1        | 29.          | 97,0                    | 98,8                    | NQ                      | NQ                      | 98,8  | 33.     | [ 39 ] [ 40 ] [ 41 ] |
| Jernej Damjan                                       | Skocznia duża             | 132,5        | 113,7        | 15.          | 130,0                   | 124,0                   | 130,5                   | 124,3                   | 248,3 | 16.     | [ 42 ] [ 43 ]        |
| Peter Prevc                                         | Skocznia duża             | 125,0        | 111,0        | 17.          | 134,0                   | 132,4                   | 127,5                   | 125,6                   | 258,0 | 10.     | [ 42 ] [ 43 ]        |
| Anže Semenič                                        | Skocznia duża             | 119,5        | 97,5         | 30.          | 127,0                   | 118,1                   | DSQ                     | DSQ                     | 118,1 | 30.     | [ 42 ] [ 43 ]        |
| Tilen Bartol                                        | Skocznia duża             | 103,5        | 69,6         | 49.          | 130,5                   | 122,4                   | 130,0                   | 125,1                   | 2475  | 17.     | [ 42 ] [ 43 ]        |
| Nika Križnar                                        | skocznia normalna kobiety | N/A          | N/A          | N/A          | 101,0                   | 108,5                   | 104,0                   | 114,7                   | 223,2 | 7.      | [ 44 ]               |
| Ema Klinec                                          | skocznia normalna kobiety | N/A          | N/A          | N/A          | 91,5                    | 94,2                    | 89,0                    | 87,4                    | 181,6 | 14.     | [ 44 ]               |
| Špela Rogelj                                        | skocznia normalna kobiety | N/A          | N/A          | N/A          | 80,0                    | 64,3                    | 90,5                    | 90,2                    | 154,5 | 22.     | [ 44 ]               |
| Urša Bogataj                                        | skocznia normalna kobiety | N/A          | N/A          | N/A          | 84,5                    | 71,2                    | 81,0                    | 64,0                    | 135,2 | 30.     | [ 44 ]               |
| Jernej Damjan Anže Semenič Tilen Bartol Peter Prevc | Konkurs drużynowy         | N/A          | N/A          | N/A          | 126,5 125,0 129,5 134,5 | 118,9 116,5 120,6 136,4 | 129,5 123,5 122,0 133,5 | 122,2 111,1 111,0 131,1 | 967,8 | 5.      | [ 45 ]               |

### Snowboarding
| Zawodnik          | Konkurencja       | Kwalifikacje | Kwalifikacje | Kwalifikacje | Kwalifikacje | Finał   | Finał   | Finał   | Finał | Finał   | Źródło        |
| Zawodnik          | Konkurencja       | Zjazd 1      | Zjazd 2      | Wynik        | Miejsce      | Zjazd 1 | Zjazd 2 | Zjazd 3 | wynik | Pozycja | Źródło        |
| ----------------- | ----------------- | ------------ | ------------ | ------------ | ------------ | ------- | ------- | ------- | ----- | ------- | ------------- |
| Tim-Kevin Ravnjak | halfpipe mężczyzn | 72,50        | 27,00        | 72,50        | 16.          | NQ      | NQ      | NQ      | NQ    | NQ      | [ 46 ] [ 47 ] |
| Tit Štante        | halfpipe mężczyzn | 24,50        | 52,25        | 52,23        | 25.          | NQ      | NQ      | NQ      | NQ    | NQ      | [ 46 ] [ 47 ] |
| Kaja Verdnik      | halfpipe kobiet   | 24,75        | 34,00        | 34,00        | 21.          | NQ      | NQ      | NQ      | NQ    | NQ      | [ 48 ] [ 49 ] |

| Zawodnik       | Konkurencja                | Rozstawienie | Rozstawienie | 1/8 finału           | Ćwierćfinał     | Półfinał        | Finał           | Finał   | Źródło |
| Zawodnik       | Konkurencja                | Czas         | Miejsce      | Przeciwnik Czas      | Przeciwnik Czas | Przeciwnik Czas | Przeciwnik Czas | Miejsce | Źródło |
| -------------- | -------------------------- | ------------ | ------------ | -------------------- | --------------- | --------------- | --------------- | ------- | ------ |
| Žan Košir      | slalom równoległy mężczyzn | 1:24,97      | 2.           | Kim W                | Baumeister W    | Lee W           | Dufour W        | brąz    | [ 50 ] |
| Tim Mastnak    | slalom równoległy mężczyzn | 1:25,97      | 16.          | Galmarini P (+ 0,38) | NQ              | NQ              | NQ              | NQ      | [ 50 ] |
| Rok Marguč     | slalom równoległy mężczyzn | 1:25,98      | 17.          | NQ                   | NQ              | NQ              | NQ              | NQ      | [ 50 ] |
| Glorija Kotnik | slalom rónoległy kobiet    | 1:33,52      | 15.          | Zawarzina P (+0,03)  | NQ              | NQ              | NQ              | NQ      | [ 51 ] |